# Gro Skartveit

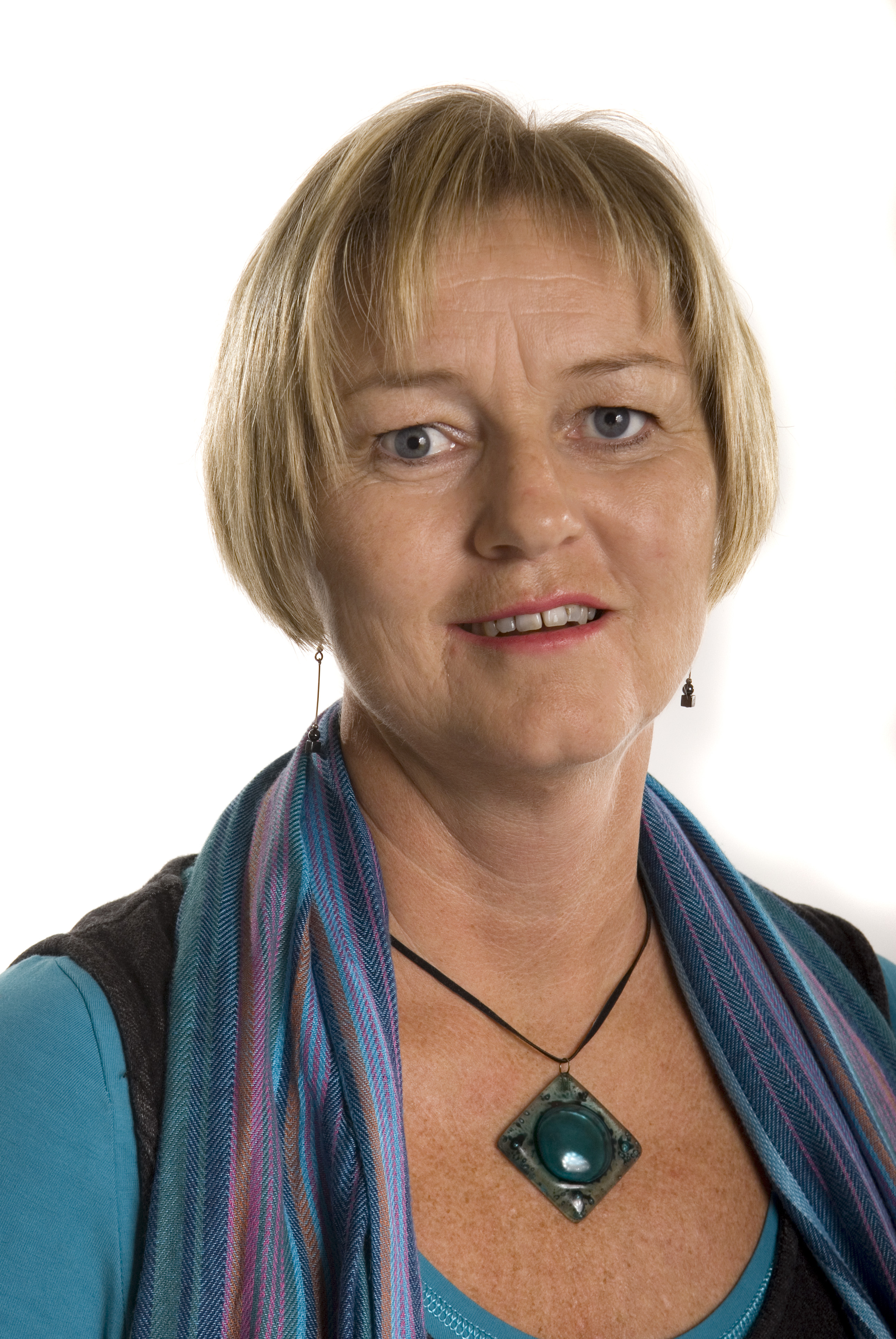
Gro Skartveit (2011)

Gro Skartveit (* 24. August 1965) ist eine norwegische Politikerin und Autorin. Sie gehörte zunächst der Kristelig Folkeparti (KrF) an und wechselte später zur Venstre-Partei. Auch aus dieser trat sie wieder aus.

## Leben

### Politischer Werdegang
Im Februar 2001 gab Skartveit bekannt, dass sie lesbisch sei und eine Freundin habe. Zu dieser Zeit saß sie für die christdemokratische Partei Kristelig Folkeparti (KrF) im Stadtrat von Stavanger. Sie trat daraufhin aus der KrF aus, da sie der Meinung war, dass die KrF eine lesbische Politikerin nicht gerecht behandeln werde. Im März 2002 trat sie bei der liberalen Venstre-Partei ein.
2005 trat Gro Skartveit als Kandidatin bei der norwegischen Parlamentswahl an, sie konnte dabei jedoch kein Mandat für die Provinz Rogaland erreichen. Bei der Parlamentswahl in Norwegen 2009 gehörte sie als stellvertretende Vorsitzende dem Ausschuss an, der das Wahlprogramm ihrer Partei erstellte. Im Jahr September 2011 gewann sie die Wahl zur Bürgermeisterin des Ortes Finnøy. Damit wurde sie dort die erste Venstre-Bürgermeisterin nach dem Ende des Zweiten Weltkriegs. Zugleich zog sie 2011 in das Fylkesting der Provinz Rogaland ein. Im Februar 2012 übernahm sie dort den Posten als Fraktionsvorsitzende der Venstre-Partei, nachdem sich ihr Vorgänger Helge Solum Larsen nach Vergewaltigungsvorwürfen zurückziehen musste. Bei den Kommunalwahlen 2015 war sie erneut die Spitzenkandidatin der Venstre in der Kommune Finnøy, bei der sie aber dem KrF-Politiker Henrik Halleland unterlag.
Im Februar 2018 gab Skartveit bekannt, dass sie aus der Venstre ausgestiegen sei. Als Grund dafür gab sie den Beitritt der Partei zur Regierung Solberg an. Skartveit sagte, sie könne sich nicht hinter eine Zusammenarbeit mit Høyre und Fremskrittspartiet stellen.

### Autorin
Skartveit veröffentlichte 1997 das Buch Ulvar i lammeflokken (deutsch: Wölfe im Schafspelz), in dem sie ihre Erfahrungen mit Übergriffen in der Kirche schilderte. 2010 gab sie das Buch Den usynlege smerta. Om rus og pårørande. (deutsch: Der unsichtbare Schmerz. Über Rausch und Angehörige) heraus. Darin schildert sie Erfahrungen von Angehörigen alkoholkranker Menschen. Im Jahr 2016 veröffentlichte sie das Buch Livet etterpå. Om vegen vidare etter alvorlege kriser (deutsch: Das Leben danach. Über den Weg weiter nach schweren Krisen). Das Vorwort des Buches schrieb der Gesundheitsminister Bent Høie.

## Werke
- 1997: Ulvar i lammeflokken
- 2010: Den usynlege smerta. Om rus og pårørande.
- 2016: Livet etterpå. Om vegen vidare etter alvorlege kriser